# ATP Hong Kong Tennis Open 2024
ATP Hong Kong Tennis Open 2024 (cunoscut și sub numele de Bank of China Hong Kong Tennis Open din motive de sponsorizare) a fost un turneu de tenis masculin care s-a jucat pe terenuri dure în aer liber. A fost cea de-a 28-a ediție a ATP Hong Kong Open și prima din 2002. A avut loc pe stadionul de tenis Victoria Park din Hong Kong, China, între 1 și 7 ianuarie 2024.

## Campioni

### Simplu
Pentru mai multe informații consultați ATP Hong Kong Tennis Open 2024 – Simplu

### Dublu
Pentru mai multe informații consultați ATP Hong Kong Tennis Open 2024 – Dublu

## Distribuția punctelor și premii în bani

### Distribuția punctelor
| Probă  | C   | F   | SF  | QF | R16 | R32 | Q   | Q2  | Q1  |
| Simplu | 250 | 165 | 100 | 50 | 25  | 0   | 12  | 7   | 0   |
| Dublu  | 250 | 150 | 90  | 45 | N/A | 0   | N/A | N/A | N/A |

### Premii în bani
| Probă  | C         | F        | SF       | QF       | R16      | R28     | Q2      | Q1      |
| Simplu | 100.000 $ | 57.845 $ | 34.000 $ | 20.000 $ | 11.600 $ | 7.200 $ | 3.650 $ | 2.050 $ |
| Dublu* | 35.000 $  | 18.800 $ | 11.000 $ | 6.100 $  | 3.600 $  | N/A     | N/A     | N/A     |

*per echipă